# Matane
Matane es una ciudad en la península de Gaspesia situada en la orilla sur del río San Lorenzo, a la altura de la desembocadura del río Matane en Quebec, Canadá. La ciudad es el chef-lieu del municipio regional de condado (MRC) de La Matanie y se encuentra, a su vez, en la región administrativa de Bas-Saint-Laurent.
Cuenta con un servicio de ferry que cruza el río a Baie-Comeau y Godbout en la orilla norte. El área de Matane es conocida por sus camarones. El río Matane también es conocido por la pesca de salmón. El nombre de la ciudad se dice que viene de una palabra Mi'kmaq, que significa "estanque de castor".

## Geografía
Matane se encuentra ubicada en las coordenadas 48°51′00″N 67°30′00″O / 48.85000, -67.50000. Según Statistics Canada, tiene una superficie total de 195,47 km² y es una de las 1135 municipalidades en las que está dividido administrativamente el territorio de la provincia de Quebec.

## Demografía
Según el censo de 2011, había 14 462 personas residiendo en esta ciudad con una densidad poblacional de 74 hab./km². Los datos del censo mostraron que de las 14 742 personas censadas en 2006, en 2011 hubo una disminución poblacional de 280 habitantes (-1,9%). El número total de inmuebles particulares resultó de 7293 con una densidad de 31,31 inmuebles por km². El número total de viviendas particulares que se encontraban ocupadas por residentes habituales fue de 6900.

### Distritos
La ciudad está dividida en 4 distritos:
- Distrito 1 - Matane
- Distrito 2 - Saint-Jérome-de-Matane
- Distrito 3 - Petit-Matane
- Distrito 4 - Saint-Luc-de-Matane